# Churchill Crocodile
Churchill Crocodile — британский тяжёлый (по британской классификации пехотный) огнемётный танк периода Второй мировой войны, разработанный в 1942 году на основе тяжёлого пехотного танка Черчилль.

## История
С начала Второй мировой войны в Великобритании проводились опыты с установкой огнемётов на бронетехнику. Так появились машины Lagonda flamethrower, Basilisk и Wasp. В дальнейшем начались испытания различных танков с установленными на них огнемётами. Департамент проектирования танков выбрал танк Черчилль, в сравнении с Валентайном, как более подходящий для установки огнемёта.
Первые 12 опытных танков были заказаны в июле 1942 года, но в августе того же года заказ был отменён, так как считалось, что танк слишком уязвим на близком расстоянии, а огнемёт малоэффективен. В дальнейшем был разработан вариант с прицепом для перевозки сжиженного топлива, что давало лучшие характеристики по дальности поражения цели и большую мощность пламени.
В 1943 году новый огнемётный танк был продемонстрирован генерал-майору Перси Хобарту, генерал-майору Алеку Ричардсону, военному министерству. Тогда было принято, что проект будет реализован не только на базе Churchill Mk.IV, но и на базе Churchill Mk.VII. В августе 1943 года был оформлен заказ на 250 единиц Churchill Crocodile, которые в 1944 году должны были использоваться при открытии западного фронта во Франции.
Первые прототипы Mark VII поступили в войска в январе 1944 года, а серийные машины — в апреле. Заказ был увеличен до 750. Затем расширен еще на 200 машин для использования в Индии и Юго-Восточной Азии.

## Боевое применение
Огнемётные танки на протяжении всей войны показывали себя с хорошей стороны. Было выяснено, что огнеметные танки несут скорее психологический урон противнику. Солдаты в окопах, бежали прочь при виде огнеметных танков. Черчилль «Крокодайл» работал именно так. В связи с слабо защищённым отсеком с зажигательной жидкостью, Черчилль не мог присутствовать на местах с большим количеством противотанкового оружия. Обычно этот танк работал вместе с стандартными моделями, этакая компоновка, показывала отличные результаты на протяжении всего остатка войны